# Unification de Marseille
L'unification de Marseille a lieu entre 1343 et 1348 lorsque la ville, jusque-là divisée entre trois pouvoirs distincts, est réunifiée par la Reine Jeanne, comtesse de Provence.

## Contexte

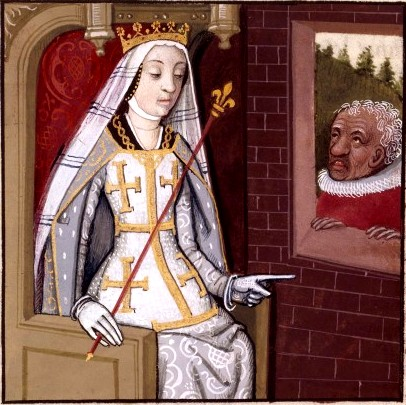
La Reine Jeanne de Naples, comtesse de Provence.

Depuis 1069, la ville est partagée entre trois pouvoirs distincts : la ville basse, dite vicomtale, et la ville haute, elle-même divisée en une ville prévôtale (dépendant du chapitre de la cathédrale de la Major) et une ville de l'évêque de Marseille.
En 1343, la reine Jeanne de Naples, comtesse de Provence, rachète les droits de justice et de seigneurie de la partie prévôtale de Marseille et réunifie la ville haute.

## Unification de Marseille en 1348
La situation géopolitique du comté de Provence est instable à ce moment. Le pouvoir de la reine Jeanne est déstabilisé en Italie où les armées ennemies progressent dans son royaume de Naples, l’épidémie de peste frappe Marseille à l’automne 1347, et une guerre civile larvée oppose les villes au pouvoir central. La comtesse, dont le pouvoir s'est affaibli, se livre sans doute à un calcul politique pour obtenir le soutien de Marseille dans ce contexte difficile. En accédant aux aspirations anciennes des Marseillais de réunifier leur ville, le peuple l'accueille favorablement et la ville soutiendra indéfectiblement Jeanne par la suite.
Le 3 janvier 1348, par lettres royales, Marseille est réunifiée en une seule entité politique, l’universitas Massilie (« université de Marseille »), qui représente la ville tout entière. Elle est à partir de ce moment administrée par un unique vicarus (« viguier »), officier représentant le comte de Provence.
Le 29 janvier 1348, la souveraine Jeanne prête le serment, devant une « multitude des gens assemblés sur la place » et le conseil de ville, de respecter les libertés du peuple marseillais, « les genoux fléchis et physiquement présente, les mains sur les saints Évangiles, corporellement [touchés]. » Le peuple en retour lui jure fidélité, un engagement fort à un moment où la situation politique risque de conduire à la guerre ou aux pénuries alimentaires. Certes, cette cérémonie est inscrite dans les « chapitres de paix », mais avec le contexte géopolitique instable, le dialogue entre la comtesse et l'Universitas prend la forme d'une négociation. Elle est prête, pour avoir son appui, à faire des concessions importantes à la ville, aussi bien matériels que symboliques. La distribution des rôles dans la cérémonie est significative : le deuxième conseiller à prêter serment après les syndics est Jean Atulphi, un habitant de la ville haute. Les conseillers de rang mineur et les simples habitants (habitatores) s'ils restent au second plan, participent tout de même au serment, et on leur traduit en langue vulgaire les quatre chapitres des statuts sur lesquels on jure.